# Suphanat Mueanta
Suphanat Mueanta, né le 2 août 2002 à Sisaket en Thaïlande, est un footballeur international thaïlandais qui occupe le poste d'avant-centre au Buriram United.

## Carrière en club

### Buriram United

#### Saison 2018
Le 26 mai 2018, Suphanat est devenu le plus jeune buteur de l'histoire de la Ligue 1 après avoir marqué 2 buts lors d'une victoire 5-0 contre Air Force Central à l'âge de 15 ans, 9 mois et 22 jours. 

#### Saison 2019
Suphanat fait ses débuts en Ligue des champions de l'AFC le 13 mars 2019 contre les Jeonbuk Hyundai Motors dans le groupe G et devient ainsi le cinquième plus jeune joueur à figurer dans la compétition. Plus tard, il marque contre Guoan lors de la troisième journée sur une passe décisive de Lương Xuân Trường, ce qui en fait le plus jeune buteur du tournoi à l'âge de 16 ans, 8 mois et 7 jours. 

## Carrière internationale
En octobre 2018, il joue le Championnat d'Asie des moins de 19 ans en Thaïlande. 
Suphanat a été nommé par le sélectionneur Sirisak Yodyardthai dans l'équipe de Thaïlande lors de la Coupe du roi 2019 (en) en juin 2019. 
Il est également international avec l'équipe de Thaïlande des moins de 23 ans lors du Championnat d'Asie des moins de 23 ans 2020 (en) qui permet de qualifier trois équipes pour les Jeux olympiques de Tokyo.

## Palmarès

### En club
Buriram United
- Vainqueur de la Thai League 1 en 2018 et en 2021-2022
- Vainqueur de la Coupe de Thaïlande en 2021-2022 (en)
- Vainqueur de la Coupe de la Ligue thaïlandaise (en) en 2021-2022 (en)
- Vainqueur de la Coupe des champions de Thaïlande (en) en 2019 (en)

### International
Thaïlande U-16
- Championnat AFF U-16 : finaliste en 2017 (en)

Thaïlande
- Championnat d'Asie du Sud-Est de football : finaliste en 2024
- King's Cup : 2024

### Distinctions individuelles
- Jeune joueur de l'année de l'AFF : 2019
- Meilleur buteur des qualifications pour le Championnat d'Asie des nations U-19 de 2020 (en)

## Vie privée
Suphanat a un frère aîné, Supachok Sarachat, qui joue également au sein du Buriram United en tant qu'ailier. Supachock utilise le nom de famille maternel tandis que Suphanat utilise le nom de famille paternel. 